# Ormosia helifera
Ormosia helifera är en tvåvingeart som beskrevs av Evgenyi Nikolayevich Savchenko 1978. Ormosia helifera ingår i släktet Ormosia och familjen småharkrankar. Inga underarter finns listade i Catalogue of Life.